# Chen Lin
Chen Lin (陳琳T, 陈琳S, Chén LínP; ...) è un'ex tuffatrice e allenatrice di tuffi cinese, è stata campionessa del mondo ai campionati mondiali di nuoto di Madrid 1986.

## Palmarès
- Mondiali

Madrid 1986: oro nella piattaforma 10 m.